# Memorias del subdesarrollo
Memorias del subdesarrollo és un llargmetratge cubà de 1968 dirigit per Tomás Gutiérrez Alea, basat en la novel·la homònima de Edmundo Desnoes. És una pel·lícula d'ampli reconeixement internacional, catalogada com una de les obres més icòniques del cinema cubà. Va ocupar el lloc número un en la categoria «Ficció» de la llista de l'ICAIC sobre les millors pel·lícules cubanes des de la fundació d'aquesta institució.

## Argument
Igual que en la novel·la, la pel·lícula lliura un monòleg interior amb mirada al carrer. És una història introspectiva i irònica que mostra com les contradiccions de Sergio, un burgès aspirant a escriptor, es reflecteixen quan decideix quedar-se a Cuba a pesar que la seva esposa i amics fugen a Miami després de la revolució. Sergio reflexiona els canvis al país durant la crisis dels míssils, l'efecte de viure en el que anomena un país subdesenvolupat i les seves relacions amb les seves xicotes Elena i Ana. Memòries del subdesenvolupament mostra una història personal de resultats intranscendents en els vertiginosos dies de la revolució cubana, quan les contradiccions socials van aconseguir el seu punt més àlgid. La pel·lícula es conta a través d'una narrativa fragmentada que s'assembla a la forma en què funcionen els records, Sergio narra l'acció i, a vegades, s'utilitza com a mitjà per a presentar informació sobre el clima polític del país en aquest moment. La pel·lícula incorpora muntatge documental de protestes i trobades polítiques i es reprodueixen sobre la narració de Sergio per a exposar les ambigüitats de la revolució.

## Repartiment
- Sergio Corrieri (Sergio Carmona Mendoyo)
- Daisy Granados (Elena)
- Eslinda Núñez (Noemí)
- Omar Valdés (Pablo)
- René de la Cruz (Hermano de Elena)
- Yolanda Farr
- Ofelia González
- Jose Gil Abad
- Daniel Jordan
- Luis López
- Rafael Sosa

## Producció

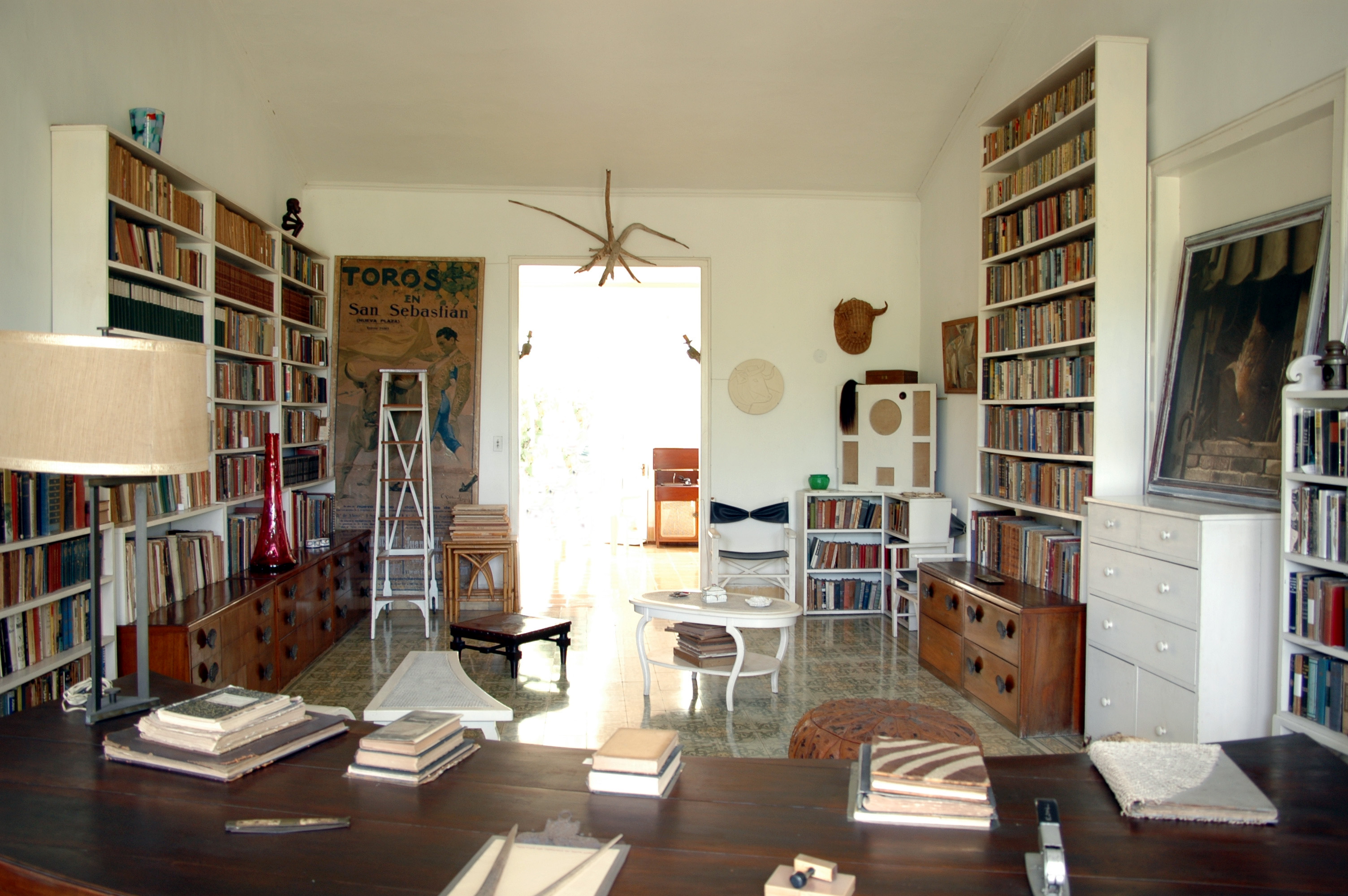
Durant la pel·lícula, Sergio visita la Finca La Vigía, llar d'Ernest Hemingway a Cuba.

Abans d'estrenar-se, tant Alea com l'actor principal, Sergio Corrieri, estaven preocupats que la pel·lícula no tingués èxit. Una font de preocupació era que Corrieri fos massa jove per al seu paper. En el moment del rodatge en 1968, Corrieri tenia 28 anys, però el seu personatge tenia 38. Tots dos van treballar junts per a capturar el «ritme» necessari per a interpretar el paper d'algú major.
A causa de l'agitació política entre els Estats Units i Cuba en aquest moment, el govern dels EUA li va negar a Alea una visa de visitant en 1970 quan va intentar ingressar al país rebre diversos premis que havia guanyat per la pel·lícula, citant la Llei de Comerç amb l'Enemic de 1917 com a justificació. L'apartament de Sergio en la pel·lícula és un àtic a l'Edifici Focsa a l'Havana.
L'autor de la novel·la, Edmundo Desnoes va assistir i va contribuir a les sessions de rodatge de la pel·lícula. Desnoes va comentar que la pel·lícula va aconseguir un nivell d'èxit artístic que va deslluir la novel·la perquè Alea «va objectivar un món que no tenia forma... i era encara abstracte en el llibre» en agregar «densitat social». Desnoes va tenir un paper menor com a panelista acadèmic durant la pel·lícula. En una entrevista amb Cineaste, Alea va explicar que en un cert punt la novel·la «anava a ser traïda, negada i transformada en una altra cosa» perquè la pel·lícula tingués èxit.

## Reconeixements
La pel·lícula va obtenir diversos premis en festivals internacionals. En 1973 aquest llargmetratge li va valer a Tomás Gutiérrez Alea un premi especial atorgat per l'Associació Nacional de Crítics de Cinema dels Estats Units. El 2009 va ser considerada la cinta de cinema llatinoamericà més destacada de la història per una enquesta duta a terme pel portal d'informació cinematogràfica NOTICINE.com. Aquest mateix any, crítics cinematogràfics cubans la van triar com el film més important en la història del cinema del país. Així mateix, en 2012 va ser triada en el lloc 144 en la llista de crítics Sight & Sound dels millors films de la història pel Institut Britànic de Cinema i va ocupar el lloc 174 en la llista de directors.

### Algunes crítiques
| «                                                       | Crec que és una bona ocasió per a assenyalar alguns aspectes de la realitat del nostre país que poden ajudar a la millor comprensió del film que veuran. Al cap de gairebé 10 anys de revolució hem après que la nostra condició de país subdesenvolupat (explotat durant quatre-cents anys, primer per Espanya i després pels Estats Units) no se supera, sinó a costa de molta feina i sacrifici. No ha estat fàcil arribar a està conclusió, perquè durant els primers anys l'alegria del triomf ens va fer creure que el paradís estava a l'abast de la mà. | » |
| — Tomás Gutiérrez Alea (àlies Titón), director del film | |   |